# Фрунзенец-Лига-99
«Фрунзенец-Лига-99» (укр. ФК «Фрунзенець-Ліга-99») — украинский футбольный клуб из Сум. Основан в 1960 году. Лучшее достижение в первенстве Украины — 9 место в первой лиге в сезонах 1999/00 и 2003/04. Лишён профессионального статуса в 2002 году.

## История
Сумская футбольная команда мастеров «Авангард» начала своё выступление в чемпионате СССР среди команд мастеров класса «Б» в 1960 году. В том сезоне произошло изменение регламента и в чемпионате появилась полноценная Украинская зона. Одно из образовавшихся мест было отдано Сумам, вследствие чего из лучших игроков местных любительских футбольных команд был собран «Авангард». В 1968 году сумчане стали серебряными призёрами своей зоны. А через год стали победителями группы и в финале завоевали бронзовые награды и место во второй группе класса «А». Следующие сезоны были не очень удачными для сумских футболистов, лишь в 1974 году «Фрунзенец» (так стала называться команда) занял четвёртое место в турнире команд второй лиги. В 1982 году сумчане покинули лигу мастеров.
В 1999 году клуб был возрожден под названием «Фрунзенец-Лига-99». Под этим названием команда выступала во второй лиге чемпионата Украины до сезона 2001/02, в котором заняла 5-е место. На следующий сезон команда уже не заявилась. Произошло объединение ФК «Фрунзенец-Лига-99» и ФК «Сумы».

## Прежние названия
- 1960—1962: «Авангард» (укр. «Авангард»)
- 1963—1971: «Спартак» (укр. «Спартак»)
- 1972—1983: «Фрунзенец» (укр. «Фрунзенець»)
- 1999—2002: «Фрунзенец-Лига-99» (укр. «Фрунзенець-Ліга-99»)